# Osiedle Zwycięstwa (Poznań)

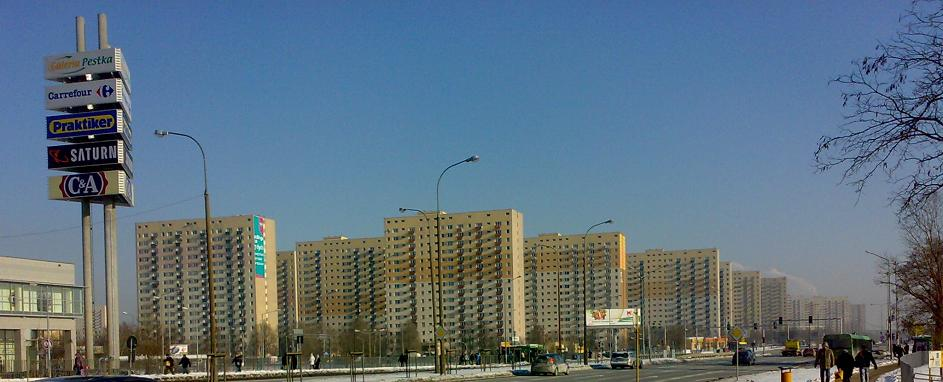
Osiedla winogradzkie od zachodu - na pierwszym planie Osiedle Zwycięstwa

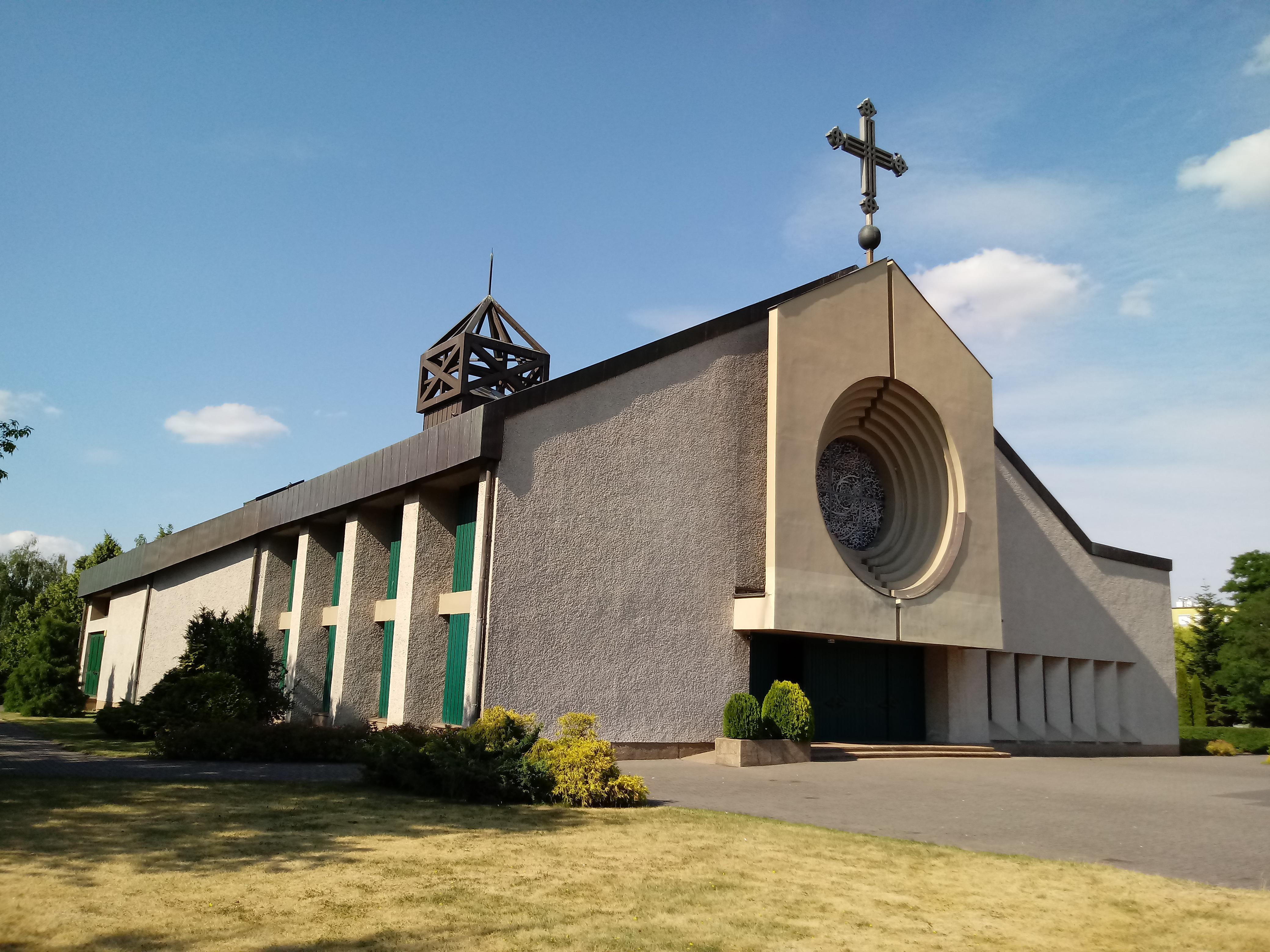
Kościół Matki Bożej Zwycięskiej na osiedlu (2018)

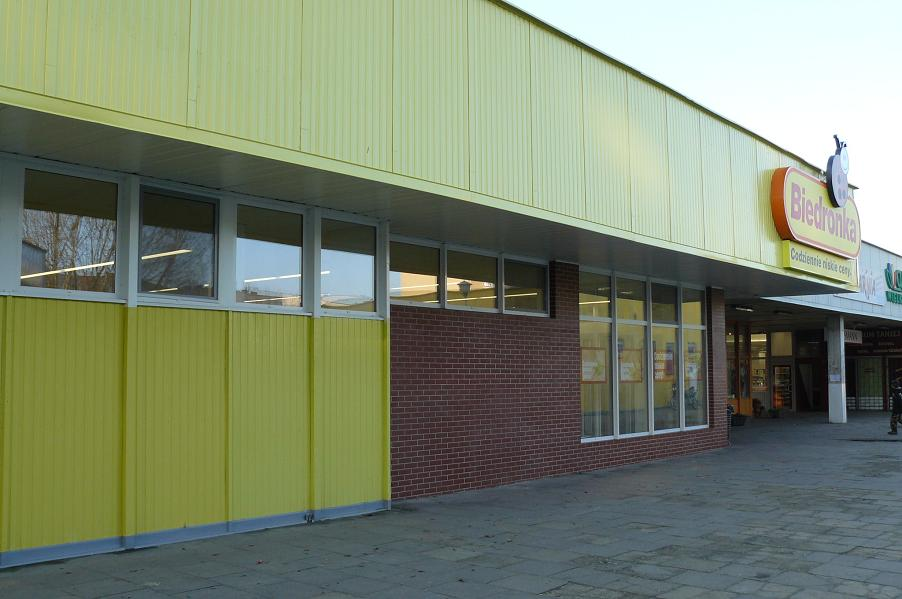
Sklep Biedronka na osiedlu Zwycięstwa

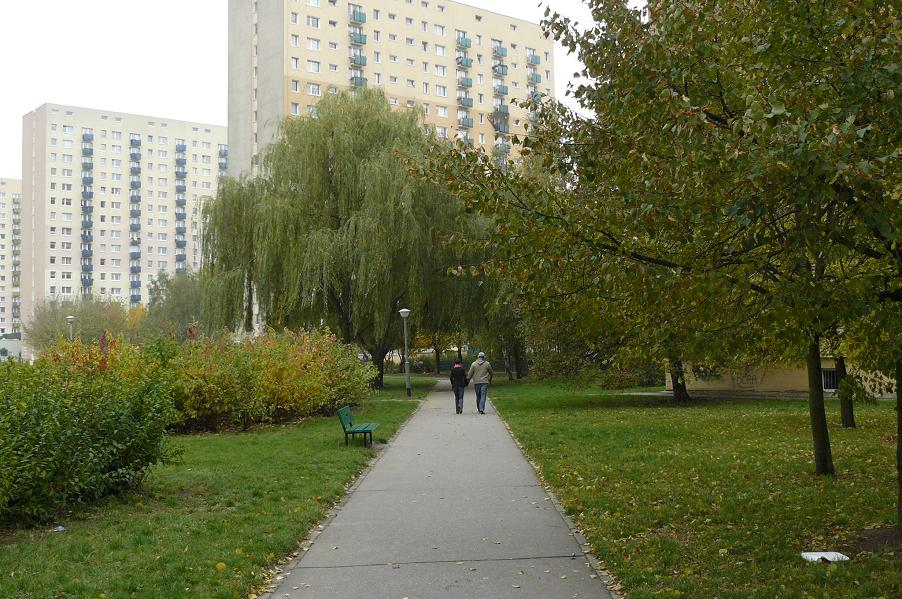
Zieleń na Osiedlu Zwycięstwa

Osiedle Zwycięstwa – osiedle mieszkaniowe w Poznaniu, a zarazem jednostka obszarowa na obszarze Systemu Informacji Miejskiej (SIM), należąca do większej jednostki obszarowej Winogrady, na terenie jednostki pomocniczej Osiedle Nowe Winogrady Północ. 
Sąsiaduje z osiedlami: Przyjaźni, Wichrowe Wzgórze. Na osiedlu znajduje się 13 budynków 16-kondygnacyjnych oraz 15 budynków 5-kondygnacyjnych.

## Ulice
Granice osiedla wyznaczają następujące ulice:
- ul. Mieszka I,
- al. Solidarności,
- ul. Połabska,
- ul. Lechicka — odcinek drogi krajowej nr 92.

Przez osiedle przebiegają ulice:
- ul. Stanisława Kasznicy (dawniej ul. 9 Maja)[2],
- ul. Bitwy pod Studziankami,
- ul. Bitwy pod Siekierkami,

a także inne, nienazwane. Nazwy tych ulic nie są uwzględnione w adresach, budynki położone przy nich są zaadresowane nazwą osiedla.

## Historia
Os. Zwycięstwa jest najmłodszym w kompleksie pięciu winogradzkich osiedli wybudowanych przez Kombinat Budowlany Poznań-Północ, jego budowa trwała od 1977 do 1984 r. W późniejszych latach zabudowę w rejonie ul. Polabskiej uzupełniono o siedem nowych budynków mieszkalnych oraz budynek Osiedlowego Domu Kultury "Wiktoria".
Obszar osiedla do 1990 r. należał do dzielnicy administracyjnej Stare Miasto. W 2000 r. utworzono jednostkę pomocniczą miasta Osiedle Zwycięstwa. 1 stycznia 2011 r. połączono dwie jednostki Osiedle Zwycięstwa i Osiedle Wichrowe Wzgórze w jedno Osiedle Nowe Winogrady Północ.
W 2021 na osiedlu do użytku została oddana kryta pływalnia z dwoma basenami (w tym sportowym o długości 25 metrów), sauną i salą fitness,

## Szkoły
- Szkoła Podstawowa nr 12 im. Wielkopolskiej Brygady Kawalerii[8]

W szkole nr 12 otwarto 12 września 1987 pracownię do zajęć krajoznawczych i turystycznych. Był to prawdopodobnie pierwszy w Polsce tego typu specjalistyczny gabinet w szkolnictwie podstawowym.

## Kultura
Na terenie osiedla funkcjonuje Osiedlowy Dom Kultury "Wiktoria".

## Kościół
Na terenie osiedla funkcjonuje Parafia Matki Bożej Zwycięskiej. 

## Komunikacja miejska
- tramwaje (PST): 12, 14, 15, 16 (dzienne) 201, 202 (nocne)
- autobusy: 168, 170, 171, 174, 178, 183, 185, 191 (linie miejskie dzienne), 215 (linia nocna) i 322 (linia podmiejska dzienna).